# Apogon fasciatus
 Apogon fasciatus és una espècie de peix de la família dels apogònids i de l'ordre dels perciformes.

## Morfologia
Els mascles poden assolir els 10,3 cm de longitud total.

## Distribució geogràfica
Es troba des del Mar Roig i el Golf Pèrsic fins a Moçambic, Japó i Sydney (Austràlia).